# Drosendorf (Herrschaft)

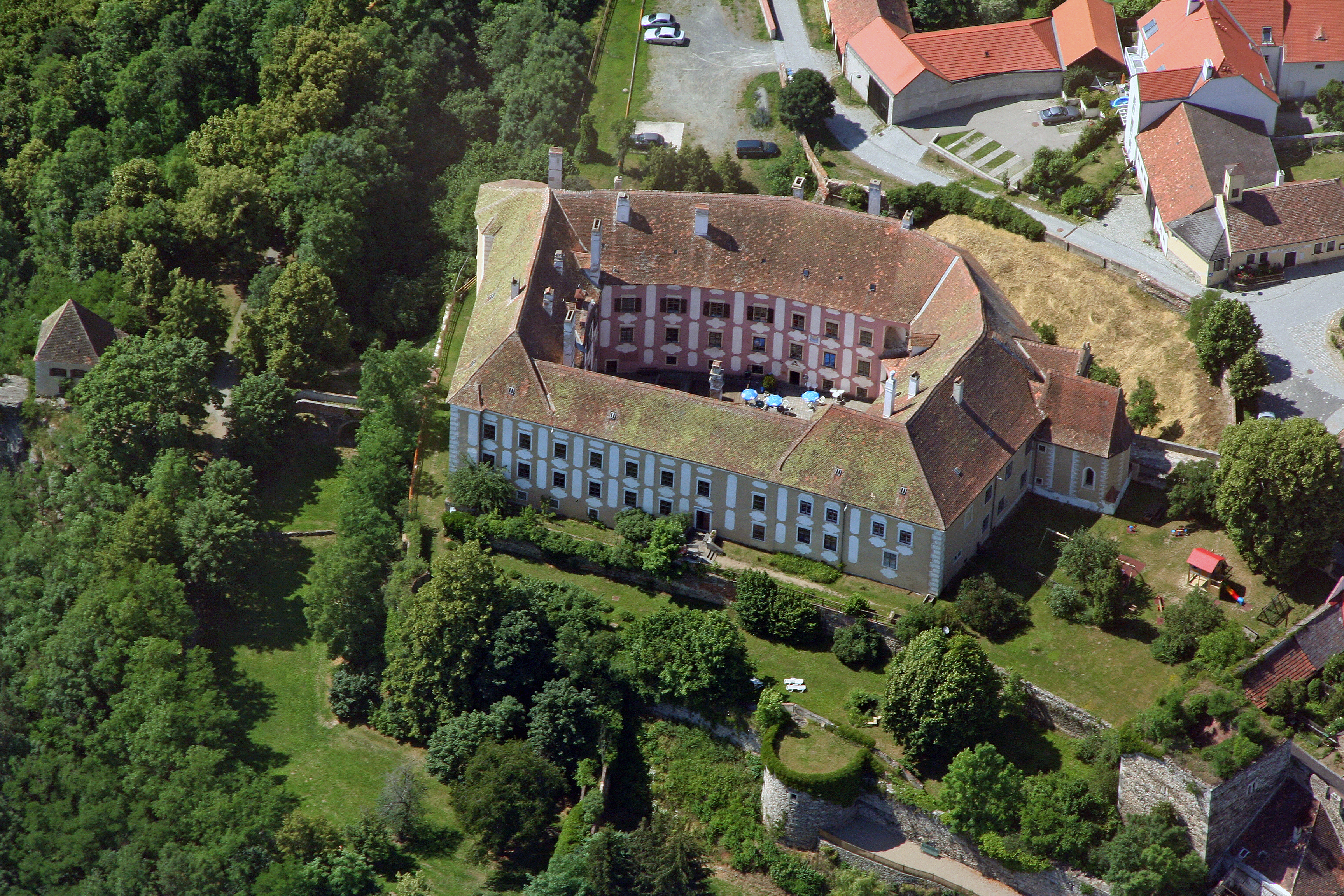
Schloss Drosendorf, Sitz der Herrschaft (2009)

Die Herrschaft Drosendorf war eine Grundherrschaft im Viertel ober dem Manhartsberg im Erzherzogtum Österreich unter der Enns, dem heutigen Niederösterreich.

## Ausdehnung
Die Herrschaft, die weiters aus den Gütern Schirmannsreith und Unterthürnau bestand, umfasste zuletzt die Ortsobrigkeit über Stadt Drosendorf, Altstadt Drosendorf, Heinrichsreith, Wolfsbach, Langau, Zissersdorf, Zettlitz, Wollmersdorf, Elsern, Pfaffendorf, Eibenstein, Trabersdorf, Autendorf, Unterthürnau, Oberthürnau, Luden, Nondorf, Rabesreith, Schadlitz, Weikerschlag, Oberndorf, Ziernreith, Pertholz, Niklasberg, Neuriegers, Rappolz, Rudolz, Reinolz, Waldhers, Fratres, Goggitsch, Schirmannsreith, Ernestreith, Johannisthal und Seebs. Der Sitz der Verwaltung befand sich im Schloss Drosendorf. Zugleich bestand in Drosendorf die Spitalsherrschaft Drosendorf, welche die Orte Drosendorf, Autendorf, Elsern und Breitenfeld umfasste und vom Magistrat der Stadt verwaltet wurde.

## Geschichte
Der letzte Inhaber der Familienfideikommissherrschaft war Graf Johann Ernst Hoyos-Sprinzenstein, der auch in Horn und Rosenburg begütert war. Nach den Reformen 1848/1849 wurde die Herrschaft aufgelöst.